# Жабка (музикален инструмент)
Вижте пояснителната страница за други значения на Жабка.
Жабката или още Бръмчилка е музикален перкусионен инструмент от групата на фрикционните идиофони.
Състои се от отворен в единия си край малък цилиндър, за ръба на който е закрепена найлонова корда или метална струна. Използва се не само в западната, но и в българската музика например в произведения като: „Дяволски Танц“ и „Фолклорни Сцени“ от Добри Палиев.

## Звукоизвличане
Изпълнителят държи с едната си ръка цилиндъра, а с другата опъва силно кордата и с резки движения я трие по ръба му. Това произвежда звуци, подобни на тези, издавани от жабите и щурците.

## На други езици
- италиански:Diavolo di bosco
- френски:Le Bourdon, Le Diable des bois
- немски:Waldteufel
- английски:Pasteboard Rattle
- руски:Жужжанка